# Roman Miszczak
Roman Miszczak (ur. 15 sierpnia 1968 w Kole) – polski piłkarz, występujący na pozycji pomocnika, trener piłkarski.

## Życiorys
W 1988 roku ukończył Technikum Kolejowe w Sosnowcu na kierunku drogi i mosty kolejowe. Seniorską karierę rozpoczął w 1986 roku w rezerwach Zagłębia Sosnowiec. W 1990 roku występował w Górniku 09 Mysłowice, a na początku 1991 roku wrócił do Zagłębia, zasilając pierwszy zespół, występujący ówcześnie w I lidze. W najwyższej polskiej klasie rozgrywkowej zadebiutował 9 marca w przegranym 0:2 spotkaniu z Ruchem Chorzów. Uczestniczył w wygranym 2:0 (karne 4:2) rewanżowym meczu barażowym o utrzymanie w I lidze z Jagiellonią Białystok 30 czerwca 1991 roku. W 1992 roku spadł z Zagłębiem do II ligi, a rok później nastąpił kolejny spadek zespołu. W rundzie jesiennej sezonu 1993/1994 pozostawał bez klubu, następnie występował w pierwszoligowych: Stali Stalowa Wola oraz Warcie Poznań. We wrześniu 1994 roku został piłkarzem MOSiR Sosnowiec, występującego w V lidze. 12 listopada 1994 roku zdobył hat tricka w wygranym 8:0 spotkaniu z Zagłębiem Dąbrowa Górnicza. Po zmianie nazwy klubu z MOSiR na Zagłębie w 1995 roku został jego kapitanem. W 1996 roku awansował z Zagłębiem do IV ligi, po czym przez pół roku był zawodnikiem Górnika Wojkowice. W latach 1997–2000 grał w Czarnych Sosnowiec, w którym to klubie zakończył karierę zawodniczą. Następnie pracował jako nauczyciel wychowania fizycznego, a także pełnił funkcję trenera w takich klubach, jak Zapora Przeczyce, Skrzyczne Lipowa, Zagłębiak Dąbrowa Górnicza (2012–2013), RKS Grodziec (2013) i Unia Strzemieszyce (2013).

## Statystyki ligowe
| Sezon         | Klub               | Liga    | Mecze | Gole |
| ------------- | ------------------ | ------- | ----- | ---- |
| 1990/1991 (w) | Zagłębie Sosnowiec | I liga  | 11    | 0    |
| 1991/1992     | Zagłębie Sosnowiec | I liga  | 13    | 0    |
| 1992/1993     | Zagłębie Sosnowiec | II liga | 7     | 1    |
| 1993/1994 (w) | Stal Stalowa Wola  | I liga  | 7     | 0    |
| 1994/1995 (j) | Warta Poznań       | I liga  | 2     | 0    |